# Snow Mail
『Snow Mail』（スノウ・メイル）は、チャゲ&飛鳥（現：CHAGE and ASKA）のミニ・アルバム。1986年12月5日に発売された。発売元はキャニオン・レコード（現：ポニーキャニオン）。
1994年12月16日にCD-BOXとして、2009年11月25日にはSHM-CDとして再発売された。

## 背景
アナログレコードのみで、完全限定盤として発売したチャゲ&飛鳥にとって初のミニ・アルバムである。4曲入りで発売され、A面/B面にそれぞれ飛鳥が作曲した楽曲とチャゲ（現：Chage）が作曲した楽曲が1曲ずつ収録されている。
飛鳥（現：ASKA）は、デビュー2・3年目の頃からクリスマス・アルバムを作りたいと思っていたが、本作でその願いが叶うことになった。
本作の発売で、チャゲ&飛鳥は、この年4枚のシングルに3枚のアルバム、さらにライブビデオも発売、レコード会社移籍後精力的な活動をした年となった。

## リリース
発売後長らくCD化されていなかったが、1994年12月16日にポニーキャニオンより発売された4枚組CD-BOX『SUPER BEST BOX SINGLE HISTORY 1979-1994 AND Snow Mail』DISC4に全曲リミックスして収録され初CD化された。その際、1993年に同時発売したリカット・シングル「なぜに君は帰らない」と「You are free」のカップリング曲として収録された「WHITE CHRISTMAS」・「星に願いを〜WHEN YOU WISH UPON A STAR」・「世界にMerry X'mas (Orchestra Version)」の3曲が追加収録され、全7曲入りとなった。
2009年11月25日には、紙ジャケット・シリーズの一環としてSHM-CD仕様でヤマハミュージックコミュニケーションズより『Snow Mail add 3 songs』というタイトルで発売された。このバージョンは1994年発売のCD-BOX収録音源のデジタルリマスター盤である。

## 収録曲
| 全編曲: 瀬尾一三。 |                        |        |        |      |
| #                  | タイトル               | 作詞   | 作曲   | 時間 |
| 1.                 | 「シルバーパラダイス」 | 飛鳥涼 | 飛鳥涼 | 3:50 |
| 2.                 | 「ボニーの白い息」     | 澤地隆 | CHAGE  | 3:43 |

| 全編曲: 瀬尾一三。 |                                            |        |        |      |
| #                  | タイトル                                   | 作詞   | 作曲   | 時間 |
| 3.                 | 「WHITE NIGHT, WHITE MOON」(英訳詞：Linda) | 飛鳥涼 | 飛鳥涼 | 3:50 |
| 4.                 | 「今宵二人でX'mas」                        | 澤地隆 | CHAGE  | 4:41 |

| #         | タイトル                                  | 作詞           | 作曲          | 編曲                          | 時間  |
| --------- | ----------------------------------------- | -------------- | ------------- | ----------------------------- | ----- |
| 5.        | 「WHITE CHRISTMAS」                       | Irving Berlin  | Irving Berlin | 服部隆之                      | 5:10  |
| 6.        | 「星に願いを〜WHEN YOU WISH UPON A STAR」 | Ned Washington | Leigh Harline | 服部隆之                      | 5:07  |
| 7.        | 「世界にMerry X'mas <Orchestra Version>」 | 飛鳥涼         | 飛鳥涼        | 飛鳥涼、Jess Bailey、服部隆之 | 6:58  |
| 合計時間: | 合計時間:                                 | 合計時間:      | 合計時間:     | 合計時間:                     | 33:22 |

## 楽曲解説
1. シルバーパラダイス
2. ボニーの白い息
3. WHITE NIGHT, WHITE MOON
全英語詞の楽曲。
4. 今宵二人でX'mas
MULTI MAXのコンサート『CHAGE'S SUPER BAND MULTI MAX '89』でも演奏された。
1999年に台湾で発売されたベスト・アルバム『倆角形 Duet Angle 20th anniversary』CHAGE SIDEにも収録されている。
「ねるとん紅鯨団」クリスマス・スペシャルでサビの部分がB・G・Mとして起用された。
5. WHITE CHRISTMAS
1993年11月19日に発売されたシングル「なぜに君は帰らない」カップリング曲。
CD盤にのみ収録。
6. 星に願いを〜WHEN YOU WISH UPON A STAR
1993年11月19日に発売されたシングル「You are free」カップリング曲。
CD盤にのみ収録。
7. 世界にMerry X'mas (Orchestra Version)
1993年11月19日に発売されたシングル「You are free」カップリング曲。
1992年に発売されたアルバム『GUYS』収録曲のオーケストラ・バージョン。
CD盤にのみ収録。